# Quận Dubois, Indiana
Quận Dubois là một quận thuộc tiểu bang Indiana, Hoa Kỳ.
Quận này được đặt tên theo. Theo điều tra dân số của Cục điều tra dân số Hoa Kỳ năm 2000, quận có dân số người. Quận lỵ đóng ở.

## Địa lý
Theo Cục điều tra dân số Hoa Kỳ, quận có diện tích km2, trong đó có km2 là diện tích mặt nước.

## Dân Số
Theo thông tin từ Cục Điều tra Dân số Hoa Kỳ, khu vực CDP Dubois có diện tích tổng cộng là 1,60 dặm vuông (khoảng 4,14 km²), trong đó 1,57 dặm vuông (tương đương 4,07 km²) là đất, còn lại 0,02 dặm vuông (khoảng 0,06 km²), chiếm 1,55%, là diện tích mặt nước. Sông Patoka, một nhánh của sông Wabash, chảy dọc theo cạnh phía tây bắc của quận.